# Yann Martel
Yann Martel (Salamanca, 25 de junio de 1963) es un escritor canadiense.

## Biografía
Yann Martel nació el 25 de junio de 1963 en Salamanca, España. Hijo de Nicole Perron y Emile Martel, franco-canadienses. Su padre fue designado como diplomático por el Gobierno Canadiense. Creció en Costa Rica, Francia, México y Canadá. Estudió Filosofía en la Trent University, en Peterborough, Ontario. Su primera novela fue Seven Stories, publicada en 1993. Actualmente reside en Saskatoon.

## Obra
- 2016: Las altas montañas de Portugal (The High Mountains of Portugal)
- 2010:  Beatriz y Virgilio (Beatrice and Virgil)
- 2004: We Ate the Children Last
- 2001: La vida de Pi (Life of Pi)
- 1996: Self
- 1993: La historia de la familia Roccamatio de Helsinki (The Facts Behind the Helsinki Roccamatios)
- 1993: Seven Stories

## Premios
- 2003: «Premio Boeke» (Sudáfrica), La vida de Pi
- 2002: «Hombre, "Premio Booker" para Ficción», La vida de Pi
- 2002: «Premio de la Commonwealth para los escritores» (Región de Eurasia), La vida de Pi
- 2001: «Premio Hugh MacLennan para ficción» (Canadá), La vida de Pi
- 2001: «Gobernador de los premios generales de literatura para ficción» (Canadá), La vida de Pi
- 1996: «Premio a los Capítulos/Libros Novela Nº 1 en Canadá» (Canadá), Self
- 1993: «Premio de la travesía» (Canadá), The Facts Behind the Helsinki Roccamatios